# Driouch
Driouch (em castelhano: Driuch; em árabe: ادريوش) é uma cidade do nordeste de Marrocos, capital da província homónima, que faz parte da região Oriental. Em 2004, a população da comuna era de 28 545 habitantes, 10 381 na cidade e 18 164 nas restantes localidades e zonas rurais. Em 2010 estimava-se que a cidade tivesse 10 959 habitantes.
A cidade situa-se 55 km a sudoeste de Nador, na região do Rife e na planície do Kart, a qual tem cerca de 300 km² e é limitada a norte pelo uádi (rio) Al Khali e pela comuna de Ben Taieb, a sul pela cadeia montanhosa de Ain Zohra e a leste pelo uádi Ighane. A oeste, os terrenos de pomares e olivais estendem-se até a  Midar.
A maioria dos habitantes são berberes e falam tamazight, mas também há algumas tribos árabes. Entre os berberes, a tribo mais numerosa é a dos Mtalsa (Ibdarsen) e entre os árabes a dos Beni Oukil. Nas últimas décadas, a imigração proveniente do leste de Marrocos para a região tem vindo a mudar significativamente a demografia da região.

## História
Driouch teve um papel importante na Guerra do Rife (1921-1926), que opôs a efémera República do Rife liderada pelo emir Abdelkrim al-Khattabi às tropas espanholas.
A presença espanhola ainda pode ser observada em Driouch. Entre outras construções que recordam o período do protetorado espanhol de Marrocos destacam-se o antigo mercado, na igreja católica (al kanisa), no convento, na ponte do uádi Kerd e o antigo parque central.
Em 1975 Dricouh acolheu centenas de refugiados marroquinos expulsos pelo governo da Argélia durante a crise do Saara Ocidental. A maioria desses refugiados reside no bairro popular de Qishla.